# Electrographa thiolychna
Electrographa thiolychna är en fjärilsart som beskrevs av Edward Meyrick 1912. Electrographa thiolychna ingår i släktet Electrographa och familjen gnuggmalar. Inga underarter finns listade i Catalogue of Life.